# シェール川
シェール川 （シェールがわ、Cher） は、フランス中央部を流れる川で、ロワール川の支流である。長さは396kmである。水源は中央高地のクルーズ県、クロック北西である。トゥール西方のヴィランドリーでロワール川と合流する。
川はシェール県の語源となった。
1940年に起きた洪水により、川の上に建っているシュノンソー城が被害を受けた。

## 流域の自治体
- クルーズ県
- アリエ県
- シェール県
- ロワール＝エ＝シェール県
- アンドル＝エ＝ロワール県